# Fitjar
Fitjar är en kyrkby som utgör centralort och enda tätort i Fitjars kommun i Vestland fylke i västra Norge. Orten ligger vid fylkesväg 545 på norra delen av ön Stord. Här finns Fitjars kyrka.

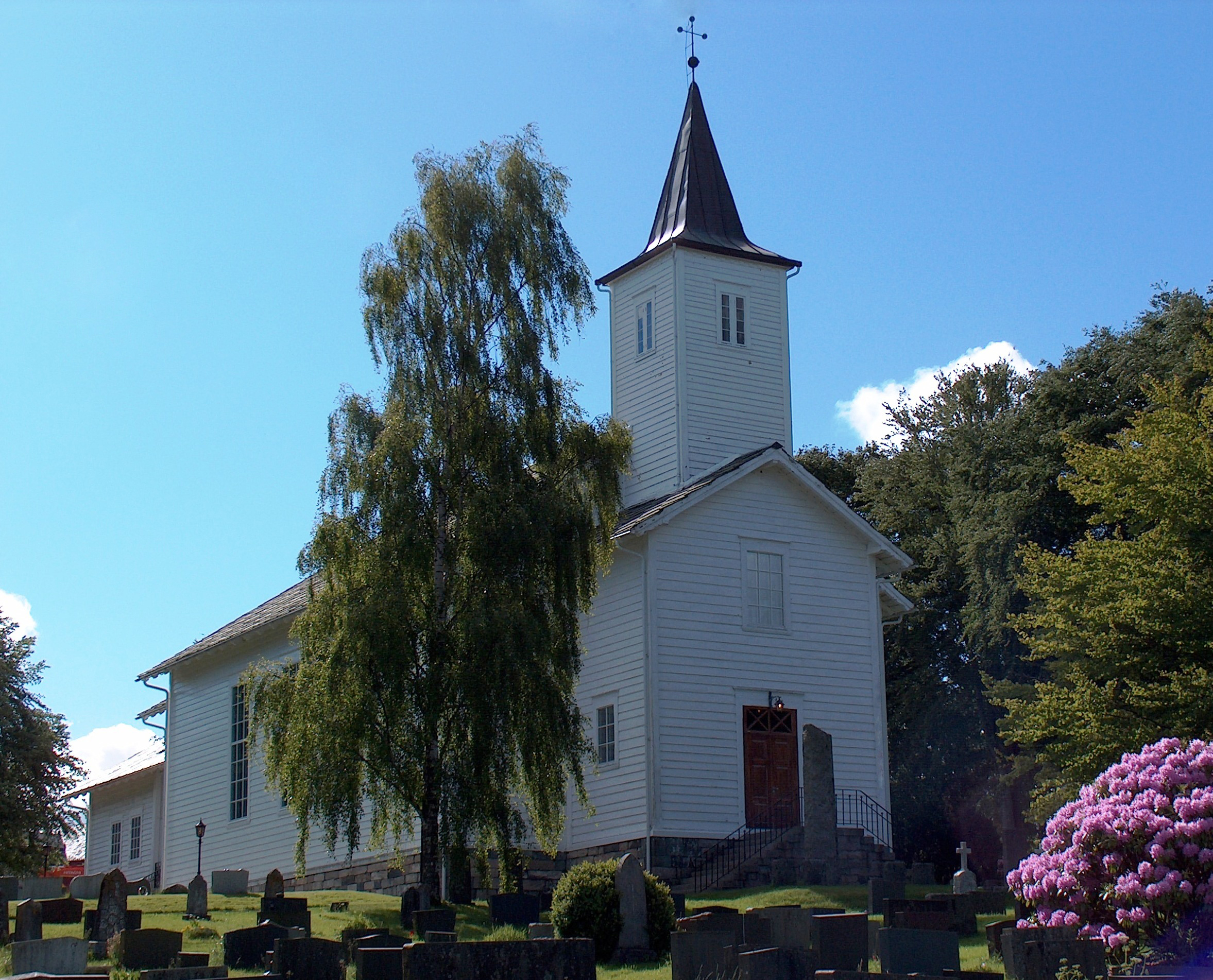
Fitjars kyrka.